# Furuichi kofungun
Furuichi kofungun (古市古墳群?) è un gruppo di 123 kofun o tumuli a Fujiidera e Habikino, nella prefettura di Osaka, in Giappone. Trentuno tumuli funerari sono a forma di "buco di serratura", trenta rotondi, quarantotto rettangolari e altri quattordici di forma indeterminata. Nel 2010 il gruppo di tumuli Furuichi kofungun, insieme a quelli di Mozu kofungun, è stato proposto per l'iscrizione nel patrimonio dell'umanità dell'UNESCO.

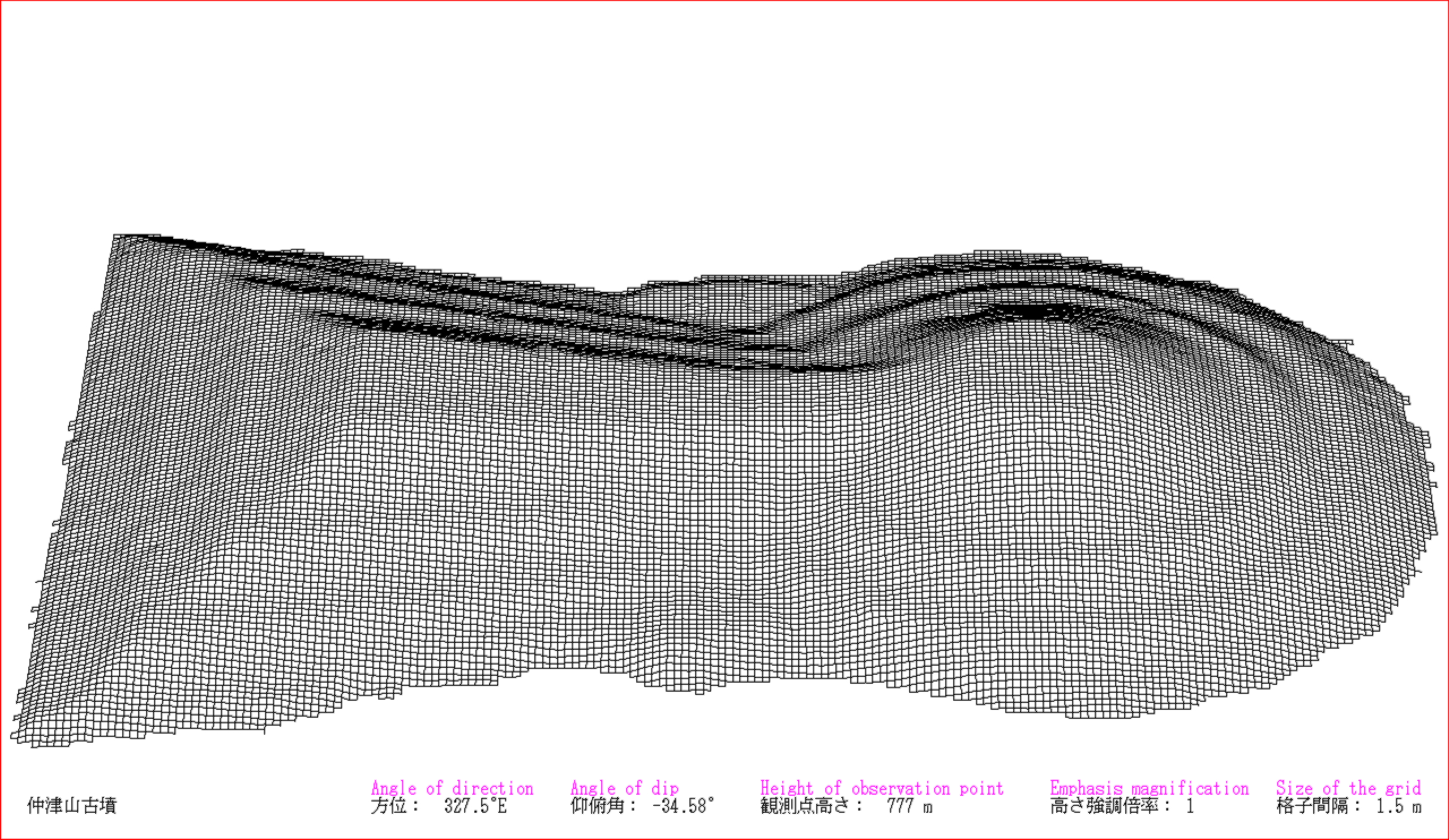
Nakatsuyama Kofun disegnato in Computer grafica 3D. Questo è il kofun secondo per dimensione del gruppo.

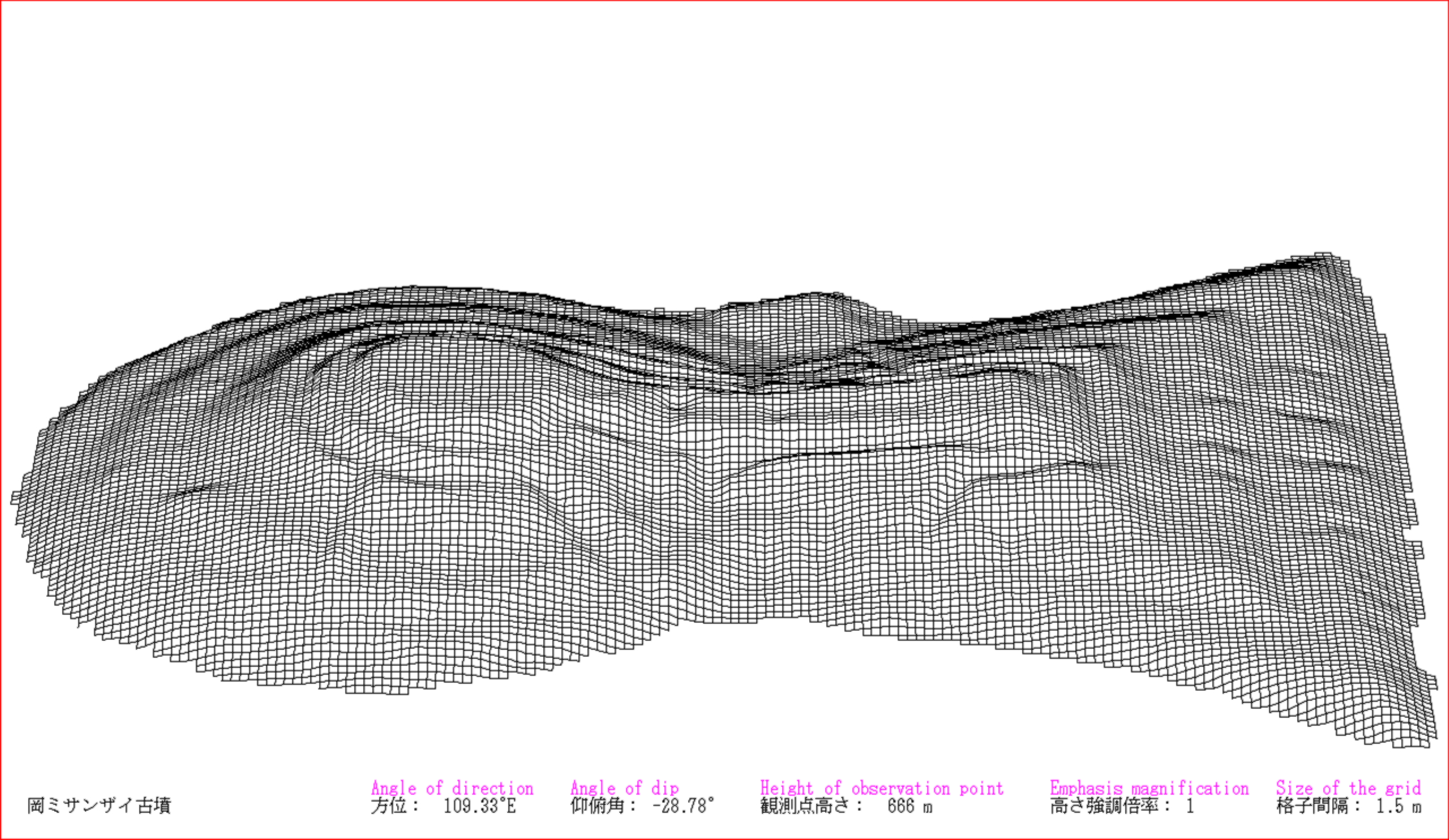
Oka Misanzai Kofun disegnato in computer grafica. Questo è il terzo kofun per dimensione del gruppo.

Il 6 luglio 2019, il gruppo di Kofun Mozu-Furuichi è stato iscritto come sito del patrimonio dell'UNESCO secondo i criteri: (iii), (iv).